# Kasteel Ulenpas
Kasteel Ulenpas is een Nederlands kasteel te Hoog-Keppel, provincie Gelderland. De naam is afkomstig van de woorden ule (moeras) en pas (weide). Het kasteel is een rijksmonument.

## Geschiedenis
Het oorspronkelijke kasteel is in de 14e eeuw gebouwd. In 1396 verkocht Diederik van Baak het kasteel aan Herman Rouwenoort, wiens eigen kasteel Klein Enghuizen door oorlogsgeweld was verwoest. Ulenpas was een leen van het kasteel Keppel.
De familie Rouwenoort bleef eeuwenlang in het bezit van de Ulenpas. Het kasteel werd vermoedelijk omstreeks het jaar 1660 herbouwd door Hendrik van Rouwenoort. Kasteel Ulenpas was in het rampjaar 1672 het hoofdkwartier van Lodewijk XIV van Frankrijk tijdens de Hollandse Oorlog.
Willem Hendrik van Rouwenoort liet het kasteel in de 18e eeuw moderniseren in classicistische stijl.
In 1812 kwam het huis door huwelijk van een erfdochter aan de Van der Borchs. Het echtpaar Van der Borch-van Rouwenoort verkocht in 1839 het huis aan een lid van de familie Van Herzeele waarna het door huwelijk overging naar de Van Schuylenburchs. Deze familie zou het huis jarenlang bezitten.
De laatste uit de familie van jonkheer Leopold Willem Herman, die in 1937 hertrouwde met Helen Goodrich Watson. Na het overlijden van Leopold in 1951 werd het huis gebruikt als rijksopvoedingsgesticht, internationale school en hotel. Tijdens een uitslaande brand in 1965 brandde het huis voor het grootste deel uit.
In 1967 overleed Helen. Zij liet de Ulenpas na aan de Helen van Schuylenburch Trust. H.J.E. Schouw kreeg het huis in erfpacht en liet het uitgebrande huis gedeeltelijk herbouwen.
Voor publiek is het kasteel niet toegankelijk, maar is vanaf de openbare weg te zien.

### Eigenaren
- 1396-1849: familie Van Rouwenoort, met als laatste eigenaresse uit dit geslacht:
- 1815-1849: jkvr. Wilhelmina Maria van Rouwenoort, vrouwe van den Ulenpas (1794-1874), laatste telg van het geslacht; trouwde in 1812 met Frederik Wilhelm baron van der Borch, heer van Helbergen en Verwolde (1791-1866); deze verkopen het kasteel aan:
- 1849-1858: Johanna Philippina van Herzeele, vrouwe van den Ulenpas (door koop) en Wisch (1849, door koop) (1777-1858); trouwde in 1801 met jhr. Mr. François Pierre Guillaume van Schuylenburch, heer van Bommenede (1767-1818) waardoor Ulenpas en Wish overgingen naar het geslacht Van Schuylenburch
- 1858-1880: jhr. mr. Louis van Schuylenburch, heer van Bommenede en Ulenpas (1808-1880)
- 1880-1916: jhr. Anton Lodewijk van Schuylenburch, heer van Bommenede en Ulenpas (1848-1916)
- 1916-1935: jhr. mr. Leopold Adolf van Schuylenburch, heer van Bommenede en Ulenpas (1870-1935)
- 1935-1951: jhr. Leopold Willem Herman van Schuylenburch, heer van Bommenede en Ulenpas (1898-1951)
- 1951-1961: jhr. Frank Lodewijk van Schuylenburch, heer van Bommenede en Ulenpas (1901-1961)

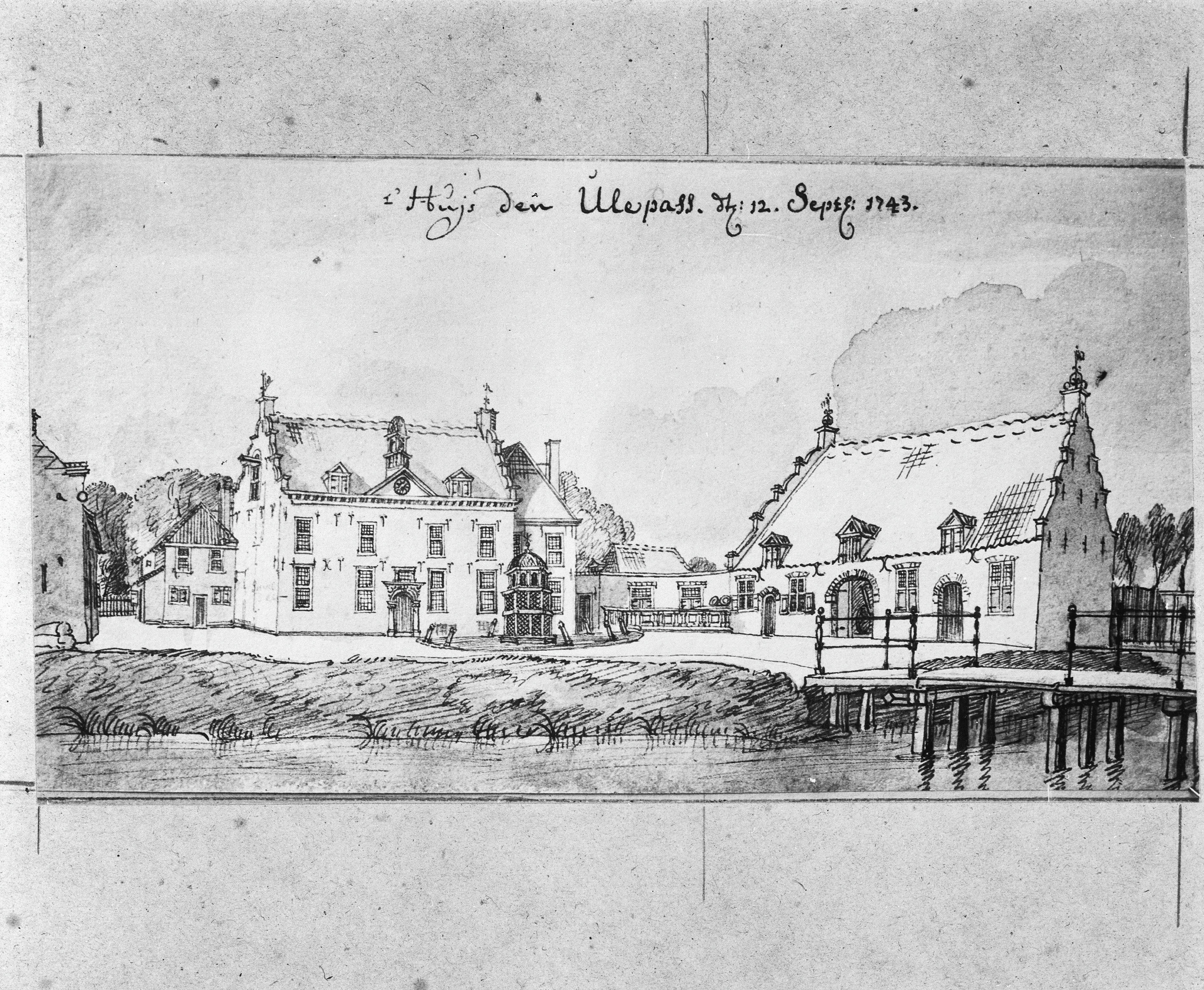
Ulenpas in 1743, tekening door Jan de Beijer

## Beschrijving
Van het 14e-eeuwse kasteel werd in 1965 de woontoren teruggevonden. De toren had een afmeting van 6,7 bij 8,5 meter. Deze woontoren werd in 1660 opgenomen in de nieuwbouw van Hendrik van Rouwenoort. Het vernieuwde kasteel was groter dan zijn middeleeuwse voorganger, had een rechthoekig grondplan en kende twee bouwlagen en een zolder. Tussen de Gelderse gevels was een zadeldak. Aan weerszijden bevonden zich aanbouwen en op het voorplein stonden twee bouwhuizen.
In de tweede helft van de 18e eeuw volgde een ingrijpende modernisering. Er ontstond een classicistisch, witgepleisterd huis met twee nieuwe zijvleugels. De bouwhuizen werden gesloopt en er kwam een koetshuis.

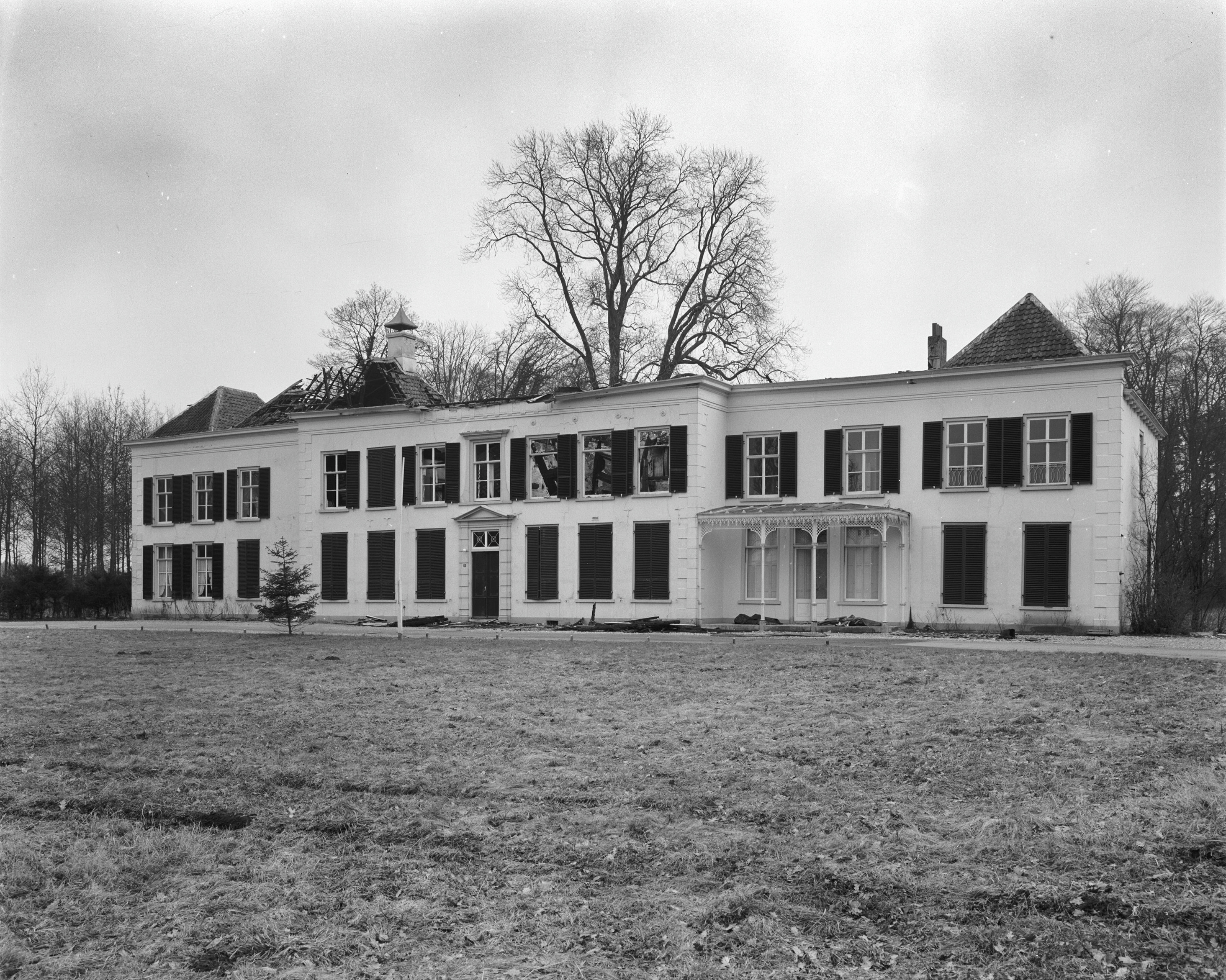
Ulenpas na de brand van 1965

Na de brand van 1965 is het kasteel Ulenpas hersteld, maar in een vereenvoudigde vorm. De zijveugels werden afgebroken. De 16e-eeuwse kelders zijn bewaard gebleven.
Ampsen · Barlham · Beurse · Boedelhof · Brandsenburg · Cloese · Den Dam · Diepenbroek · Dorth · De Ehze · Enghuizen · Hackfort · Hagen · Holthuis · Kell · Kemnade · Keppel · Langen · Leemkuil · Lichtenberg · Marhulsen · De Marsch · 't Medler · Nettelhorst · Oolde · Oud Oolde · Overlaer · Roderlo · Rijsselt · 't Suideras · Ulenpas · 't Velde · Verwolde · De Voorst · Vorden · Walfort
Aalst · Aardenburg · Acquoy · Aerdt · Agistaldaburg · Ahof · Aldenhaag · Aller · Ambe · Ammersoyen · Ampsen · Andelst · Angeroyen · Appelburg · Appelse walburg · Appeltern · Arler · Baak · Babberich · Baer · Baerle · Bakerbosch · Balgoij · Barlham · Batenburg · Beek · Beerenclaauw · Bemmel · Bevervoorde · Bergh · Biljoen · Bingerden · Blankenborg (Laren) · Blankenborg · Blauwe Huis · Blokhuis (Ravenswaaij) · Boelenham · Boetselaersborg · Borculo · Boswaai · Brakel · Den Brakel · Den Bramel · Bredevoort · Broekhuizen · Bronkhorst · Bruchem · Bruinhorst · Brunsberg · Bulkestein · Bunswaard · Burcht van Tiel · Buren · De Buurse · Byland · Byvanck · Caetshage · Camphuysen · De Cannenburch · de Cloese · Coldenhove · Culemborg · Dedinckweerd · Delwijnen · Didam · Diepenbroek · Hof te Dieren · Huis Dijck · Dikke Tinne · Doddendaal · Dodewaard · Doornenburg · Doornik · Doorwerth · Dooyenburg · Dorth · Doseburg · Drakenburg · Dreumel · Druten · Duivelshuis · Eerbeek · De Ehze · Elburg · Eldrik · Emmerik · Engelenburg · Groot Engelenburg · Engelrode · Enghuizen · Enspijk · De Essenburgh · Essenpas · Est · Fokkinck · Gameren · Geerestein · Geldermalsen · De Gelderse Toren · Geldersweerd · Gellicum · Gendt · Gennepestein · Glindhorst · Goudenstein · ‘s-Grevenhoef · Groot Hell · Groenlo · Groesbeek · Huis te Groesbeek · Grunsfoort · Gulden Spijker · Hackfort · Hackforts Veenhuis · Hagen · Hagevoort · Hamerden · Hanepol · Harreveld · Harslo · Hassink · Het Haveke · Hedel · Heeckeren · De Heegh · Hees · De Heest · Hellouw · Hemmen · Hernen · Motte van Hernen · Heumen · Heusden · Hoekelum · Hoekenburg · De Hoeve · De Hof · Hof d'Ooy · Hof van Arkel · Huis het Holt · Holthuis · Het Holtslag · Ter Horst · Houberg · St. Hubertus · Huissen · Hulhuizen · Hulkestein · Hulsen · Hunneschans bij De Duno · Hunneschans bij Uddel · Jonker Bloo · 't Joppe · De Kamp · Karssenberg · Kemnade · Keppel · Kermestein · Kernhem · Kervel · Kiefskamp · De Kinkelenburg · Klein Enghuizen · Kleverburg · Kortenhoeve · Laag Helbergen · Lakenburg · Landfort · Langen · Latenstein · De Lathmer · Lathum · Ter Lede · Leegpoel · Leemcuyl · Leeuwen · Leeuwenbergh · Lensenburg · Lent · Leur · Leuvenum · Leyenburg · Lichtenvoorde · Lievenstein · Loenen · Loevestein · Loil · Loowaard · Luynhorst · Hof te Maasbommel · Magerhorst · Malburgen · Malderburcht · Malsen · Manhorst · Marhulsen · De Marsch · Marveld · Mathena · Maurik · Medel · Medestein · 't Medler · Meinerswijk · De Mellard · Mensink · Mergelp · Meteren · 't Meyerink · Middachten · Millingen · Mussenberg · Nagelhorst · Nederhagen · Nederhemert · Neerijnen · Huis Neerijnen · De Nesch · Nettelhorst · Nieuwe Blokhuis ·  Nijburg · Nijenbeek · Old Putten · Notenstein · Nye Huis · Olde Spijker · Oldenaller · Oldenhof (Driel) · Oldenhof (Heteren) · De Ooij · Oolde · Oud Oolde · Oosterhout · Ophemert · Opijnen · Oud Ampsen · Oude Blokhuis · Het Oude Loo · Oude Voorst · Oudenborch · Oud-Wisch · Huis te Overasselt · Overeng · Overhagen · Overlaar · 't Oye · Palmestein · De Parck · Persingen · Plekenpol · Ploen · Pluimenburg · Poederoijen · Poelwijck · Poelwijk · De Pol (Dreumel) · Huis de Poll (Huis te Gietelo) · De Poll (Huissen) · Pollenbering · Pollenstein · Puttenstein · Het Raasink · Ravenhorst · De Rees · Ressen · Reuversweerd · Reygersfoort · Rhijnestein · Huis Rijswijk · Rode Toren · Roode Wald · Rosande · Rosendael · Rossum · Rumpt · Ruurlo · Rijsselt · Schadewijk · Schaffelaar · Scherpenzeel · Schoonbroek · Schoonderbeek · Schoonenburg · Schuilenburg · Schuilkerke · Hof te Seelbeek · Sevenaer I · Sevenaer II · Sinderen (Oude IJsselstreek) · Sinderen (Voorst) · Slangenburg · Sleeburg · Slimsijp · De Snor · Soelen · Spaansweerd · Spaldorp · Spijk · Staverden · Sterkenburg · Swanepol · Tarthorst · Teisterbant (Kerk-Avezaath) · Teisterbant (Kerkdriel) · Ter Dicke · Tolhuis · Tolhuis (Tiel) · Tollenburg · Tongerlo · Toren van Wely · Tuil · Ubbergen · Uilenburg (Ewijk) · Uilenburg (Heteren) · Ulenpas · Ulft · Upladen · Valburg · Valkhofburcht · Valkhofpalts · Vanenburg · Varik · Hof te Varsseveld · 't Velde · Velhorst · Verwolde · Vierakker · De Voorst · Voorstonden · Vorden · Vosbergen · Vredenburg · Vredestein (Driel) · Vredestein (Ravenswaaij) · Vuren · Waardenburg · Waddestein · Wadenoijen · Waede · Wageningen · Walfort · 't Waliën · De Wardt · Watergoor · Watermeerwijk · Wayenstein (Huis te Herwijnen) · Well (Huis van Malsen) · Weijenrade · Westenburg · Westerholt · Weurt · De Wiersse · Wijenburg (Echteld) · De Wildenborch · De Wildt · Wilp · Wilperhorst · Winssen · Wisch · Wychen · Wolfswaard · Woolbeek · Yrst · IJzendoorn · Zeeland · Zilveren Spijker · Zuilichem · Zwaluwenburg · Zwanenburg (Heerde) · Zwanenburg (Megchelen)